# Touran-Schutzgebiet
Das Touran-Schutzgebiet ist mit etwa 11.000 Quadratkilometern das zweitgrößte Schutzgebiet des Iran. Es liegt im Nordosten des Landes in der Provinz Semnan und umfasst den 1.180 Quadratkilometer großen Touran-Nationalpark und das Touran-Wildreservat. Durch die Größe und die unwirtlichen Bedingungen des Gebietes konnten sich eine Reihe von Arten halten, die in vielen anderen Teilen des Iran bereits ausgestorben sind. So ist das Schutzgebiet eines der zwei letzten Rückszugsareale des Persischen Halbesels und eines der letzten Refugien für den Asiatischen Geparden. Man vermutet, dass etwa 12–15 dieser Katzen im Schutzgebiet leben. Zu den Huftierarten des Parks zählen neben den Halbeseln auch Wildschafe, Wildziegen und zwei Gazellenarten (Indische Gazelle, Kropfgazelle).
Zu den Brutvögeln zählen die Kragentrappe, der im Iran endemische Pleskehäher und der Himalajabaumläufer.